# 市立川西病院
市立川西病院（しりつかわにしびょういん）は、兵庫県川西市にあった医療機関。川西市病院事業の設置等に関する条例により設置された市立の病院であるが、2022年9月1日に川西市火打に開院する川西市立総合医療センターに機能移転した。

## 概要
1936年（昭和11年）8月に川西町立診療所として設立。1954年（昭和29年）8月の市制施行により「市立川西病院」となった。
しかし、市立川西病院は施設・設備の老朽化が進んでいることから、川西市の基幹病院として市内完結率の向上を目指すとともに、医療スタッフの確保の観点から職員がアクセスしやすい立地で新病院を整備することになった。2022年（令和4年）9月1日、川西市火打に開院する川西市立総合医療センターに機能を移転する。
市立川西病院の廃止に代わり、川西市北部に「北部急病センター」を設ける構想が出され、能勢電鉄山下駅前の民有地や現病院の跡地が候補地に上がっていた。2018年（平成30年）の川西市「（仮称）川西市立総合医療センター基本構想〔案〕」では北部急病センターについて市立川西病院跡地に北部診療所を整備する案が示されていた。その後、市立川西病院跡地の活用について北部診療所案と今井病院移転案が比較検討され、回復期病床の確保のため今井病院移転案が選択された。これにより2023年4月に市立川西病院跡地に医療法人「晴風園」（猪名川町）が新病院を開設することになった。
2022年9月に川西市火打に新設される川西市立総合医療センターに機能を移転するが、当病院跡では民間病院の開業に先立って、同月から川西市応急診療所が川西市保健センター（中央町）から移転して開所することになった。

## 沿革
- 1936年8月 - 川西町立診療所が開院（川西市小花1丁目3）[2]
- 1951年2月 - 川西市小花2丁目1に移転[2]
- 1953年9月 - 町立川西病院に改称[2]
- 1954年8月 - 市制施行により市立川西病院に改称[2]
- 1963年3月 - 川西市中央町12に移転開設[2]
- 1983年10月 - 川西市東畦野に新築移転[2]
- 1984年4月 - 川西市立東谷小学校の院内学級（たんぽぽ学級）を設置。
- 1995年4月 - 市立川西病院「りんどう保育園」開園[2]
- 2003年8月 - 管理型臨床研修病院に指定[2]
- 2004年2月 - 救急指定病院に認定[2]
- 2013年4月 - 病院機能評価Ver.6.0取得[2]

## 診療科・部門
| - 内科 - 循環器内科 - 消化器内科 - 糖尿病・内分泌内科 - 血液・腫瘍内科 - 神経内科 - 外科 - 整形外科 - 小児科 - 産婦人科 - 泌尿器科 - 眼科 - 耳鼻咽喉科 - 麻酔科 - 放射線科 - 健診ドック科 | - 看護科 - リハビリテーション科 - 臨床検査科 - 薬剤科 - 放射線科 - 栄養科 - 地域医療連携室 - 医療安全管理室 - 診療録管理室 - 医療情報管理室 | - NST（栄養サポートチーム） - 緩和ケアチーム - ICT（感染対策チーム） - 褥瘡対策チーム |

## 交通アクセス
- 能勢電鉄山下駅から徒歩約15分。